# Trophée Patrick-Roy
Ne doit pas être confondu avec Trophée Jacques-Plante.
Le trophée Patrick-Roy est remis annuellement au gardien de but de l’année de la  Ligue de hockey junior Maritimes Québec (LHJMQ). Le trophée est nommé en hommage à Patrick Roy ancien gardien de but de la LHJMQ et ancien dirigeant dans cette ligue .

## Lauréats
Ci-dessous sont listés les vainqueurs du trophée depuis sa création:
- 2023-2024 : William Rousseau, Huskies de Rouyn-Noranda[2]
- 2024-2025 : Jacob Steinman, Wildcats de Moncton et Mooseheads d'Halifax[3]